# Сількевич Альфред
Сількевич Альфред також Антон (пол. Alfred Silkiewicz; 1855, м. Тернопіль — 1903) — галицький фотограф.

## Життєпис
Альфред Сількевич народився 1855 року в місті Тернополі в родині військового.
Фотографію опановував у містах Львові та Празі (Чехія). Перше фотоательє «Яніна» відкрив у місті Новому Сончі (Польща). Протягом 1881—1882 років відкрив власний фотосалон «Фотографія кабінетова», який скоріш за все перестав існувати наприкінці 19 ст.
У доробку Сількевича є фотопортрети відомих людей Тернопільщини,
зокрема Соломії Крушельницької та Володимира Лучаківського, акторів театру «Руська бесіда», серед яких Іванна Біберовичева, Антоніна Осиповичева, Іванна Стефуракова, Кароліна Клішевська, Андрій Стечинський, Антон Клішевський (ориґінали зберігаються у Львівській національній науковій бібліотеці України імені Василя Стефаника).
У липні 1887, під час 2-ї крайової етнографічного виставки в Тернополі виготовив альбом із 50 світлин селян у народних строях із різних реґіонів Галичини й Буковини. Частина згаданих фотографій зберігаються у фондах Тернопільського обласного краєзнавчого музею, Етнографічного музею у Львові, Празькому національному музеї (Чехія).
Помер 1902 року (за іншою інформацією — 1903).

## Родина
Був одружений з Яніною Губнер.
З 1859 року донька Вільгельміна була в шлюбі з Авґустом Фройндом. Відомо, що Авґуст вперше свої хімічні досліди здійснював у лабораторії фотоательє Сількевича.